# Schifflange

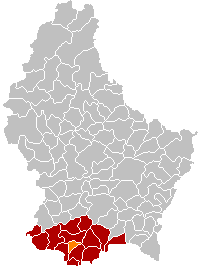
Schifflange markerad med orange i karta över Luxemburg

Schifflange (luxemburgska: Schëffleng, tyska: Schifflingen) är en kommun i kantonen Esch-sur-Alzette i Luxemburg. Antalet invånare är 9 332. Arean är 7,7 kvadratkilometer. Esch-sur-Alzette.

## Bildgalleri

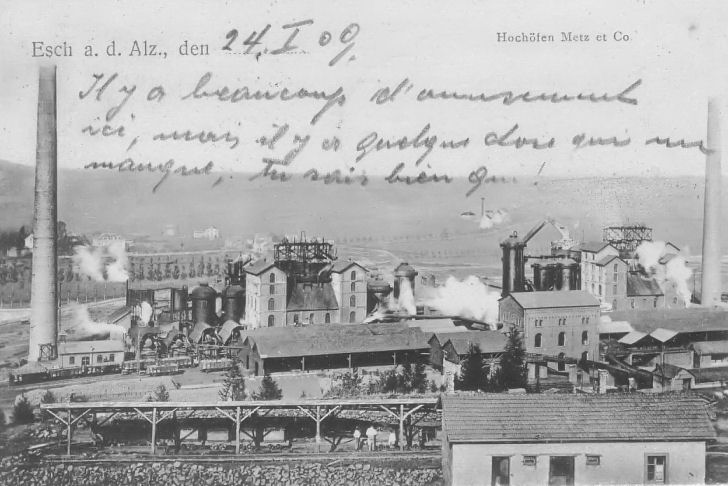
Masugnar på Metz et Co, 1909
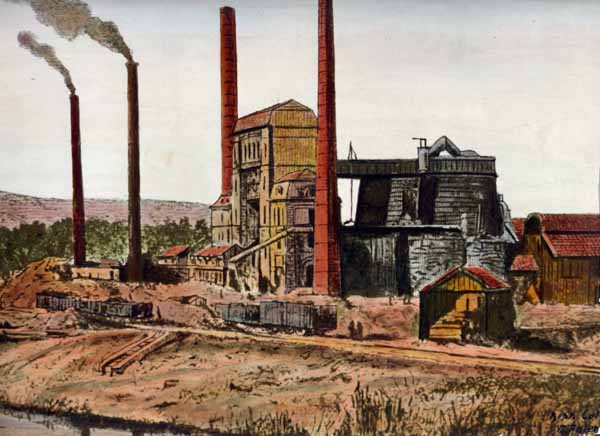
Målning av masugn på Metz et Co, senare delen av 1800-talet
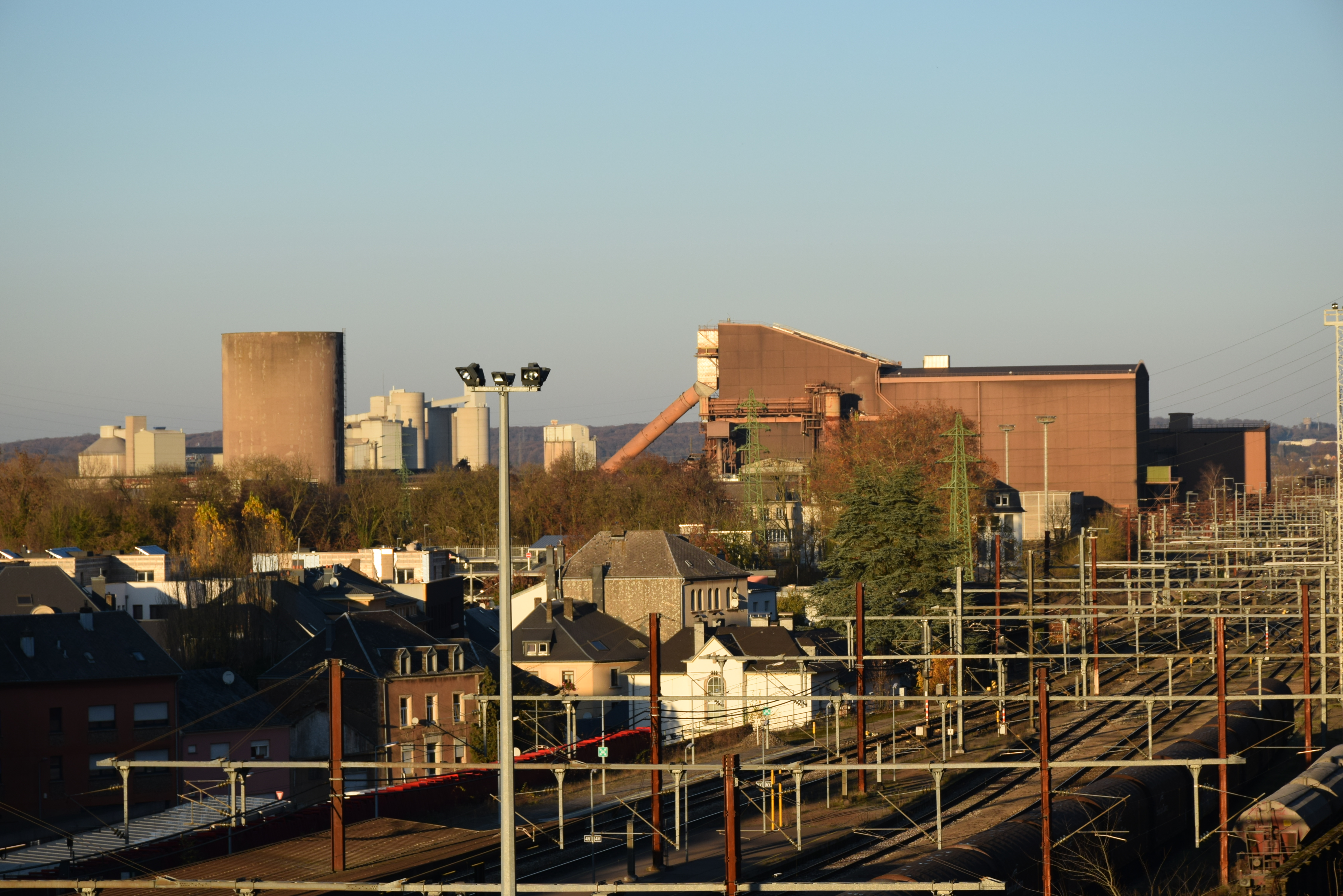
Stålverket 2018
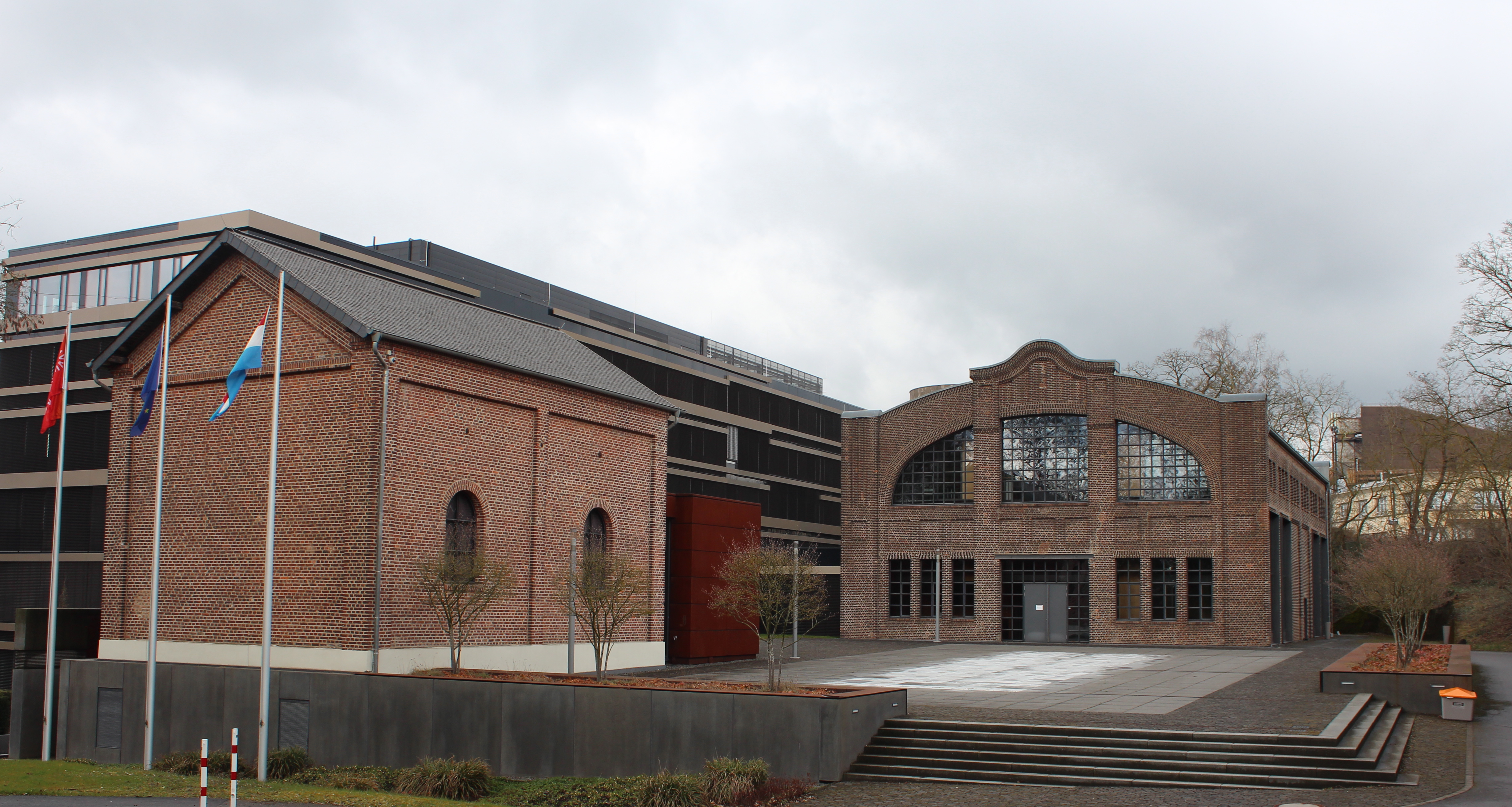
Kraftföretaget Enovos huvudkontor i en renoverad tidigare pumpstation på stålverksområdet
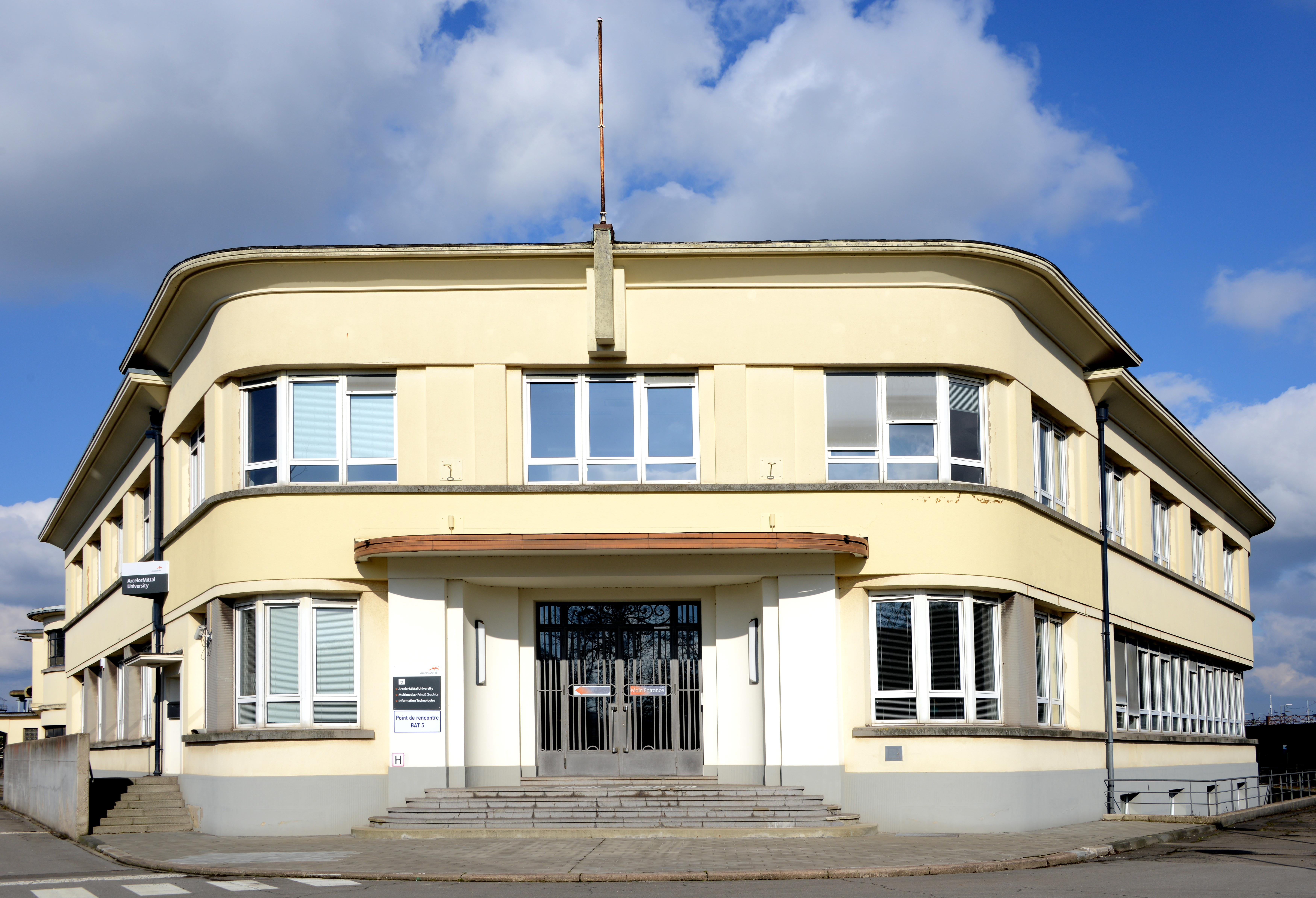
Arcelor Mittal University, 2015
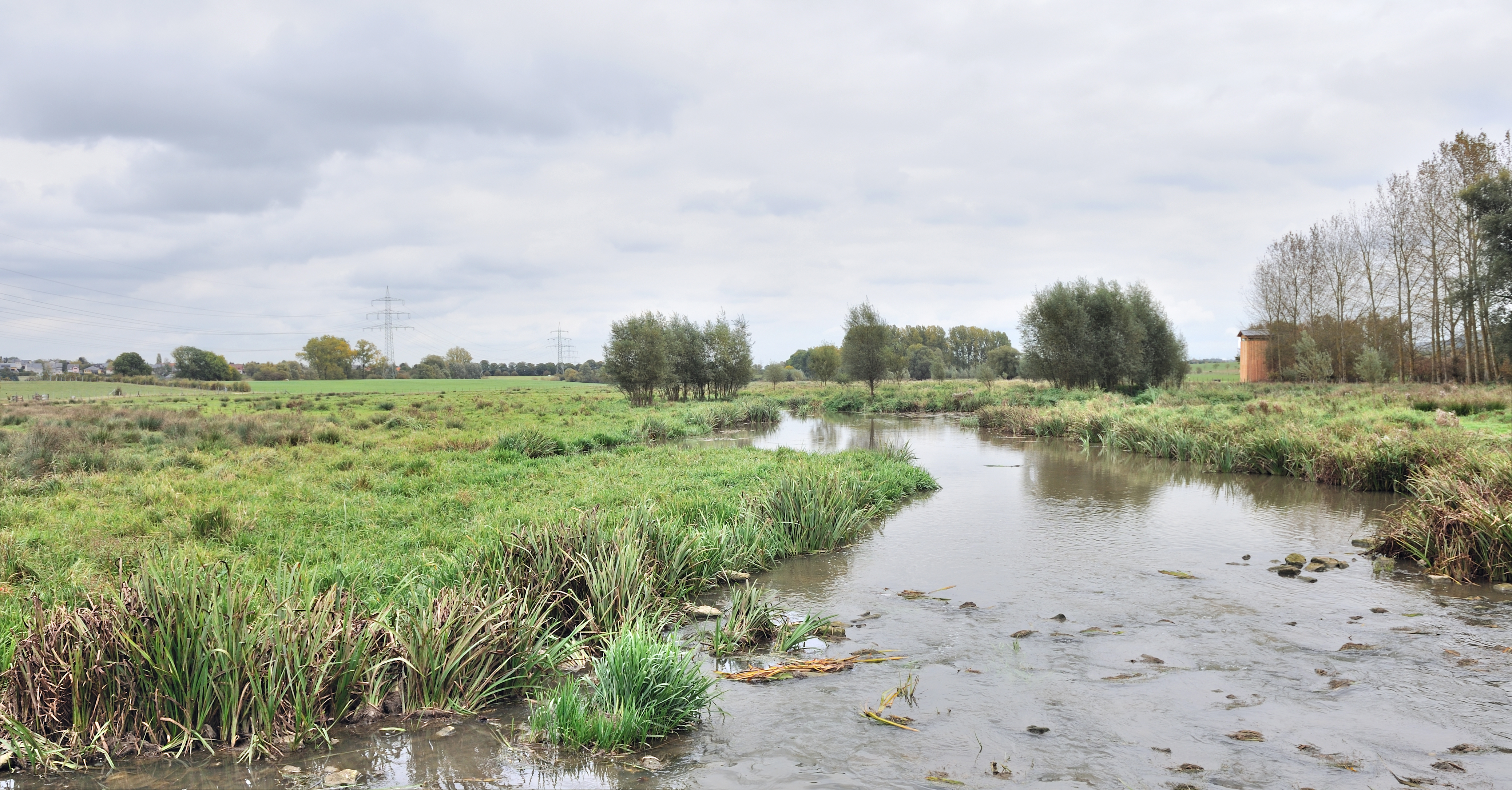
Floden Alzette
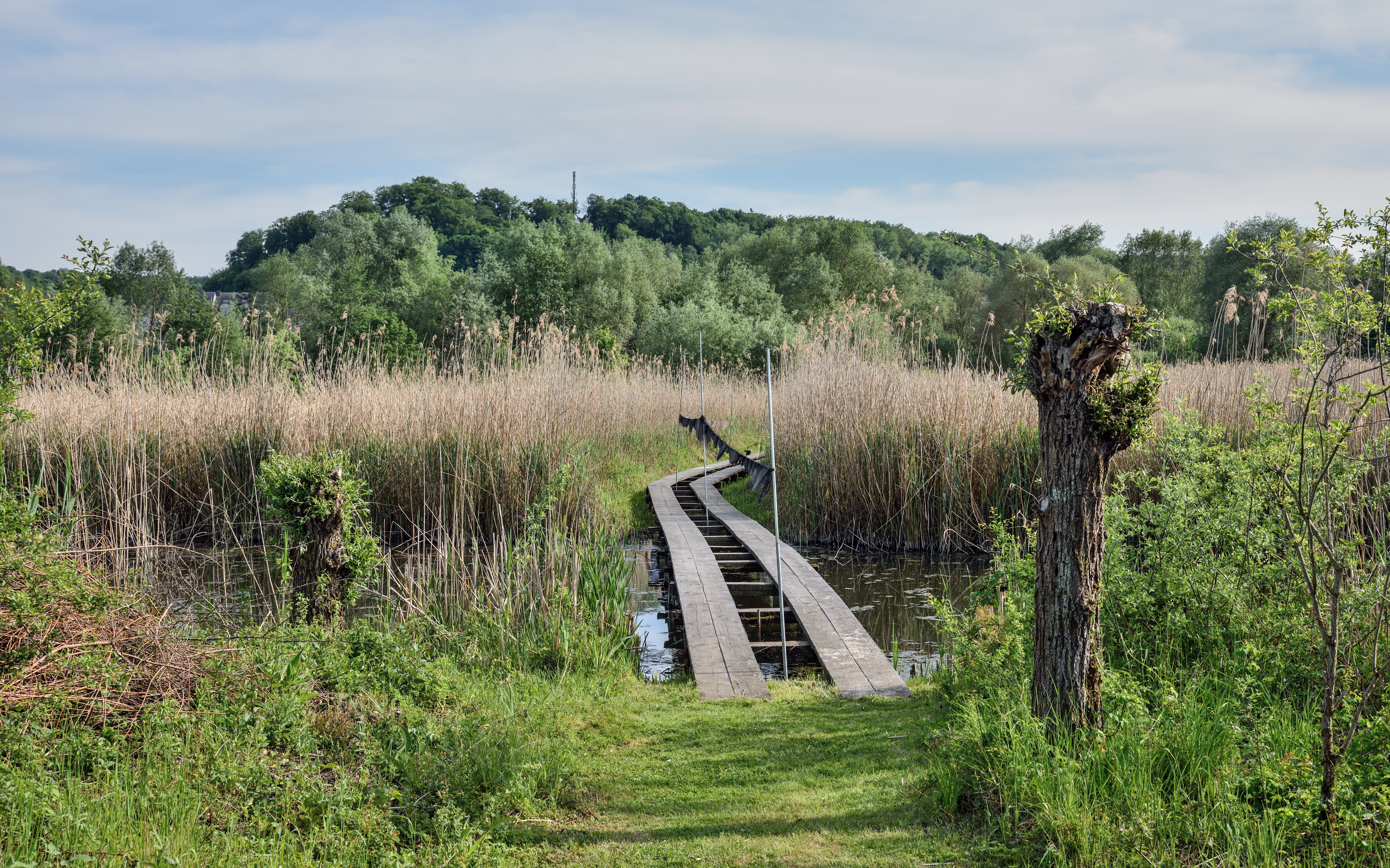
Naturreservatet Brill